# Осада Смоленска (1632—1633)
Осада Смоленска 1632—1633 годов — основное сражение Смоленской войны, неудачная попытка русского войска под предводительством Михаила Шеина вернуть стратегический город Смоленск, потерянный Россией в результате почти двухлетней польско-литовской осады 1609—1611 годов. Осада началась в декабре 1632 года и продлилась до октября 1633 года. После этого войско Шеина, оттеснённое от города прибывшим деблокадным войском Речи Посполитой, на протяжении нескольких месяцев вело оборонительные бои, находясь в блокированном и отрезанном от снабжения положении. В феврале 1634 года Шеиным была подписана «почётная капитуляция», обеспечившая войску свободный уход при сдаче тяжёлых вооружений.

## Предыстория
По истечении Деулинского перемирия обе стороны продолжили войну, приостановленную в 1618 году. В апреле 1632 года Шеин и Дмитрий Пожарский были назначены воеводами большого полка, то есть главнокомандующими русской армией. Однако выступление войск на Смоленск затянулось из-за усиленных нападений крымских татар на «южные украины». Были потеряны ценные летние месяцы, а Пожарский заболел «чёрным недугом» и был заменён окольничим Артемием Измайловым. Фактическим главнокомандующим стал Шеин, у которого в подчинении находились полки «иноземного строя». Конкретный приказ выступить в сторону Смоленска стоящие в Можайске Шеин и Измайлов получили из Москвы лишь 10 сентября.
Историк Дмитрий Меньшиков в действиях армии Шеина выделяет несколько этапов:
- период сбора войск и наступления на Смоленск (август — декабрь 1632 года),
- период осады Смоленска (декабрь 1632 года — август 1633 года),
- время активных боёв с армией Владислава IV (август — октябрь 1633 года)
- и период блокады войск Шеина (октябрь 1633 года — февраль 1634 года), закончившийся капитуляцией русской армии[4].

Осенние дожди и распутица затрудняли продвижение войск с тяжёлыми «нарядами» и обширным обозом. Самое тяжёлое орудие пришлось до весны оставить в Вязьме. Дорогобуж, расположенный на пути к Смоленску, был взят лишь 18 октября. Прикрывая фланги, лёгкие отряды конницы направлялись в сопредельные города и действовали весьма успешно, взяв 23 города, от Новгорода-Северского до Невеля. Отдельно следует упомянуть взятие князем Семёном Прозоровским стратегической крепости Белая. Тем не менее, к Смоленску русские войска смогли подступить лишь в декабре, а тяжёлых стенобитных орудий необходимо было ожидать ещё около трёх месяцев.

## Русская армия
По плану численность армии должна была составить 32 000 человек, однако такой численности достичь не удалось и в армии воеводы насчитывалось около 24 000 человек, включая 3463 наёмников из Голландии, Шотландии, Швеции, Германии и Англии. Наёмники были разбиты на четыре полка под командой старшего полковника Александра Лесли и полковников Ганса Фридриха Фукса, Якова Карла Хареслебена и Томаса Сандерсона. Значительную часть армии составляли полки нового строя. Это были шесть солдатских и один рейтарский полки, общей численностью 9 978 человек.
К августу 1633 года армия получила подкрепления, но они смогли лишь частично компенсировать начавшееся таяние войска. Оно было вызвано крупномасштабным походом крымского хана на южные рубежи Русского государства, в связи с чем множество дворян и детей боярских из южных уездов стали самовольно уезжать из армии, чтобы защитить свои поместья. В конце августа русская армия насчитывала всего 20 000 человек, включая 11 500 человек пехоты и около 8500 конницы, причем с подходом армии короля Владислава дезертирство ещё больше усилилось.

## Ход осады
Перебежчики доносили, что в гарнизоне города 7000 человек, хотя это превышало подлинную численность защитников города. Шеин принял решение не предпринимать штурма сходу и организовать осаду. В 6 верстах от Смоленска на левом берегу Днепра, воевода построил острог с «теплыми избами» и перекинул через реку два моста. Солдатские полки встали вплотную у города с юго-восточной стороны и соорудили траншеи и туры для пушек. Часть войск была выдвинута в Оршанский и Мстиславский поветы для блокирования войск Гонсевского, которые стояли у села Красное в 40 верстах от Смоленска и насчитывали около 6 000 человек. Литовскому воеводе срочно было необходимо перебросить в город подкрепления и припасы. Положение гарнизона, в котором насчитывалось 2 212 человек под командой князя Самуила Соколинского, было тяжёлым — не было фуража и дров, а вода в колодцах была гнилая. В ночь на 26 февраля 1633 года Гонсевский смог перебросить в подкрепление к гарнизону около 300 человек, но вторая часть подкреплений заблудилась и была уничтожена русскими войсками утром 27 февраля. Во время второй попытки удалось перебросить ещё 600 человек через Покровскую гору. После этого воевода Шеин приказал усилить охранение этого направления. На западной стороне Смоленска был расположен «острожек» князя Прозоровского. К острожку примыкали шанцы полка Вилима Кита. На юго-восточной стороне расположились полки Александра Лесли (русский полк солдатского строя и полк наёмников). Но полной блокады города установить не удалось.

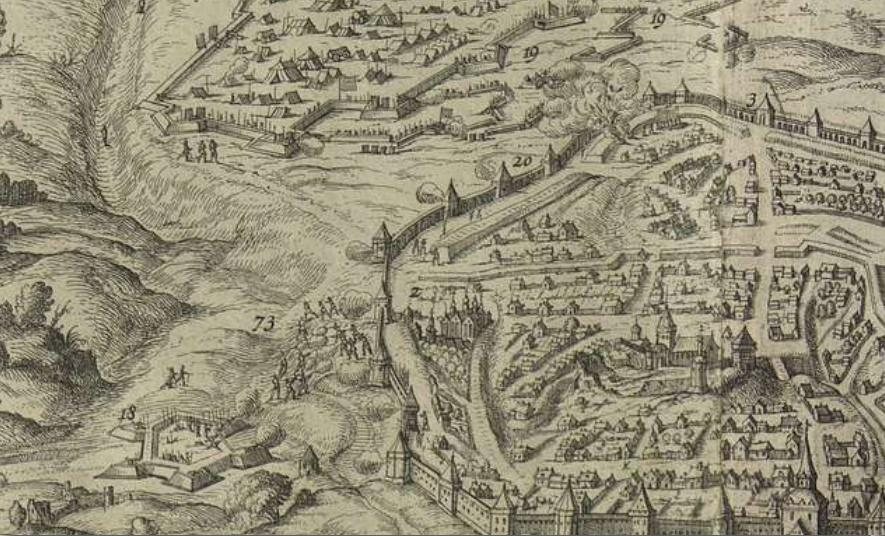
Штурм Смоленска русскими войсками. Фрагмент гравюры неизвестного автора XVII века.

В начале марта 1633 прибыла осадная артиллерия. После установки орудий русские войска начали обстрел города. Артиллерия, установленная в укреплённых острогах, наносила крепости ощутимый урон. Однако для того, чтобы взорвать стену перед решительным штурмом, не хватило пороха, и Шеину пришлось ждать медлительного подвоза боеприпасов. За это время поляки успели заделать повреждения в стенах и башнях, а также насыпать за стенами земляные валы. 26 мая удалось взорвать часть стены, однако штурм бреши оказался неудачным, как и повторный штурм 10 июня. Сказывалась острая нехватка пороха, который поставлялся под Смоленск крайне скудно и медленно.
В этот период основное беспокойство для русской армии доставляли расположенные в Красном войска Гонсевского, которые пытались прорваться в Смоленск. Обязанность по сдерживанию литовского военачальника воевода Шеин возложил на князя Прозоровского и воеводу Нагого. Сам первый воевода Михаил Шеин отдалился от руководства армией. 21 июля 1633 года воевода Богдан Нагой скончался и его полк перешёл в подчинение к князю Прозоровскому. В двух полках летом 1633 года насчитывалось 4 130 человек. Помимо этого, в августе в подчинение князю был передан солдатский полк Вильяма Кита в 1 506 человек и рейтарский полк Самуэля Шарля д’Эберта в 2400 человек. В составе этого полка ротмистром состоял Джордж (Юрий) Лермонт, предок поэта М. Ю. Лермонтова.
24 июня 1633 года в лагерь войск Гонсевского добрался гонец из Смоленска, который сообщил, что положение гарнизона очень серьёзно. В начале июля воевода Гонсевский вернулся в расположение своих войск. Воевода привёз с собой деньги и выплатил давно задерживаемое жалование своим войскам. После этого появилась возможность активизировать действия по соединению с гарнизоном Смоленска. 23 июля 1633 года к Гонсевскому подошли подкрепления, и он перешёл к действию.
После обеда 29 июля воевода Гонсевский с полковниками Мадалинским и Шмелингом выступили из лагеря. Гонсевский собирался связать войска князя Прозоровского, прорваться через заслоны к Копытским воротам и доставить в город необходимые припасы. Позже перебежавший к русским пахолик гусарской роты Наум Никонов сообщил, что Гонсевскому не удалось поставить в известность гарнизон города, поэтому, подойдя к реке Лубна, войска воеводы произвели пушечные выстрелы, дав сигнал гарнизону. Выстрелы услышали в русском лагере, и князь Прозоровский успел подготовиться к встрече. При подходе к русским позициям, воевода Гонсевский был атакован сотнями Ивана Оничкова, Фёдора Коротнева и князя Андрея Псевицкого, а следом ударил и сам князь Прозоровский. Бой продолжался четыре часа, после чего Гонсевскому пришлось отступить.
11 августа 1633 года в русский лагерь пришёл сбежавший из лагеря Гонсевского местный крестьянин Давыд Фёдоров. Он сообщил, что к Гонсевскому прибыл отряд каменецкого кастеляна Александра Песочинского в 2 000 панцирного войска, которое до того участвовало в неудачной осаде Путивля. На следующий день к Гонсевскому прибыл польный гетман литовский Радзивилл.
13 августа 1633 года состоялся новый бой. Гонсевский атаковал передовые сотни князя Прозоровского на реке Ясенной. Сначала русские отбросили противника от реки, но Гонсевский контратакой опрокинул русские сотни, которые начали отступать. Солдаты Гонсевского захватили одно русское сотенное знамя. Бросившись в преследование, войска воеводы проскочили через русские позиции, но тут оказалось, что отступление было ложным. Сотни навели польско-литовские войска на засаду, и 400 наёмных солдат майора Роберта Кита открыли кинжальный огонь по наступающей коннице Гонсевского. Одновременно конные сотни, развернувшись, ударили на противника. Рейтары полковника д’Эберта атаковали казаков Гонсевского и опрокинули их в реку. Воеводе Гонсевскому вновь пришлось отступать. От пленных русские узнали, что у Гонсевского и Радзивилла в распоряжении 11 000 человек, и что скоро Радзивилл планирует перенести лагерь ближе к Смоленску.
Войска гетмана и воеводы выдвинулись на новое место уже 13 августа, но несколько дней им удалось оставаться незамеченными. 17 августа русские разъезды натолкнулись на польско-литовские колонны. В этот же день, бежавший к русским литовский гусар Ян Грудович сообщил, что гетман Радзивилл собирается встать лагерем на реке Боровой в 7 верстах от Смоленска, и с ним 8 000 войск. 20 августа гетман атаковал позиции князя Прозоровского на реке Ясенной. Войска гетмана имели численный и качественный перевес в кавалерии и старались выманить русские сотни в поле под удар гусар, но русские держались вблизи своих позиций в пределах обстрела своей артиллерии. Бой продолжался пять часов. Русские рейтары д’Эберта атаковали казачьи хоругви гетмана и прогнали их с поля, но потом сами были атакованы польскими гусарами и рейтарами и отступили. Не сумев добиться результата, гетман скомандовал отход. Потери обеих сторон составили несколько десятков человек. В этих боях погиб ротмистр Джордж (Юрий) Лермонт.

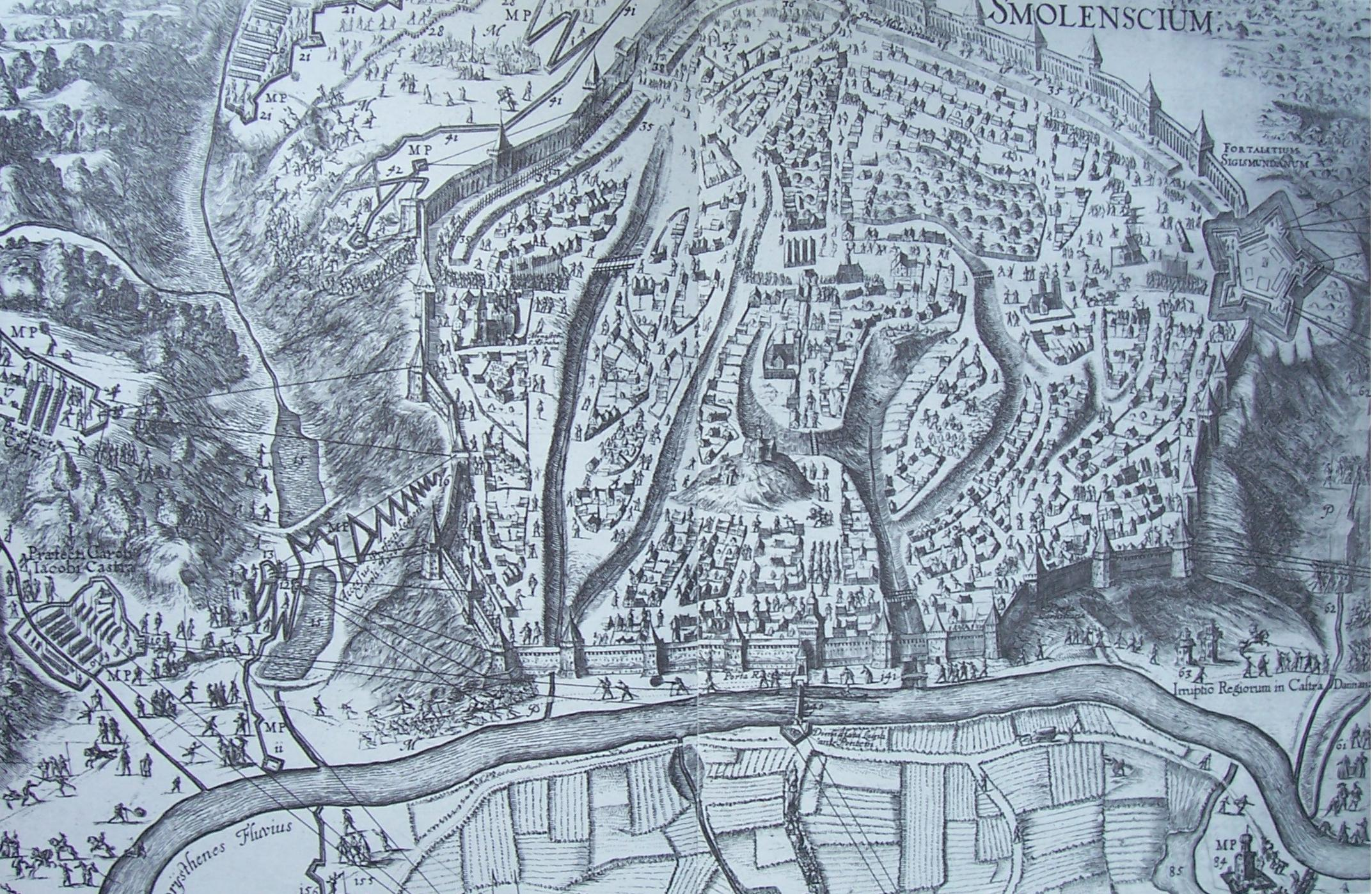
Осада Смоленска 1632—1633. Фрагмент гравюры Вильгельма Гондиуса «План осады Смоленска». Данциг. 1636

Растянувшись по всему периметру города и охраняя тяжёлые орудия в острогах, русские войска утратили мобильность. Таким образом, когда к Смоленску в августе подступила 25-тысячная армия короля Владислава, войско Шеина оказалось в крайне затруднительном положении и было вынуждено отдать инициативу неприятелю. Король Владислав IV, в войске которого было 10—12 тысяч запорожцев во главе с Тимофеем Орендаренко, с войском, артиллерией и обозом встал лагерем в Красном. 22 августа 1633 года король на реке Жорновке встретился с гетманом Радзивиллом и воеводой Гонсевским. В этот же день русские произвели налет на королевский лагерь и отогнали часть коней. После боя Радзивилл предложил Шеину обменяться пленными, но воевода отказался. 25 августа королевская армия встала лагерем в Глушице.
Атаки польских войск на русские укрепления были поначалу малоэффективными и сопровождались крупными потерями. Однако со временем польское численное превосходство, подкреплённое вылазками гарнизона, начало сказываться. 28 августа 1633 года король пошёл на штурм русских позиций. Главный удар был направлен на Покровскую гору, где оборона была самой слабой. Сюда было направлено 8000 пехоты и конницы. Шанцы на горе занимал солдатский полк полковника Юрия Матейсона. 82 начальных человека и 1202 рядовых выдержали все атаки польско-литовских войск. Оборону прорвать не удалось и король отступил, но сумел передать в гарнизон города немного припасов.
Однако, в результате последующих боёв полк начал нести потери и оборона холма стала бесперспективной, Шеину удалось совершить искусный манёвр и вывести с Покровской горы всех оставшихся там солдат с пушками. Шеин и далее предпринял действия по консолидации своей армии, сняв группировку Прозоровского с западной стороны города. Причиной этого отступления стали в том числе дезертирства западных наёмников в русском стане, которых подкупом переманивал на свою сторону Владислав.

## Блокада русского войска и капитуляция

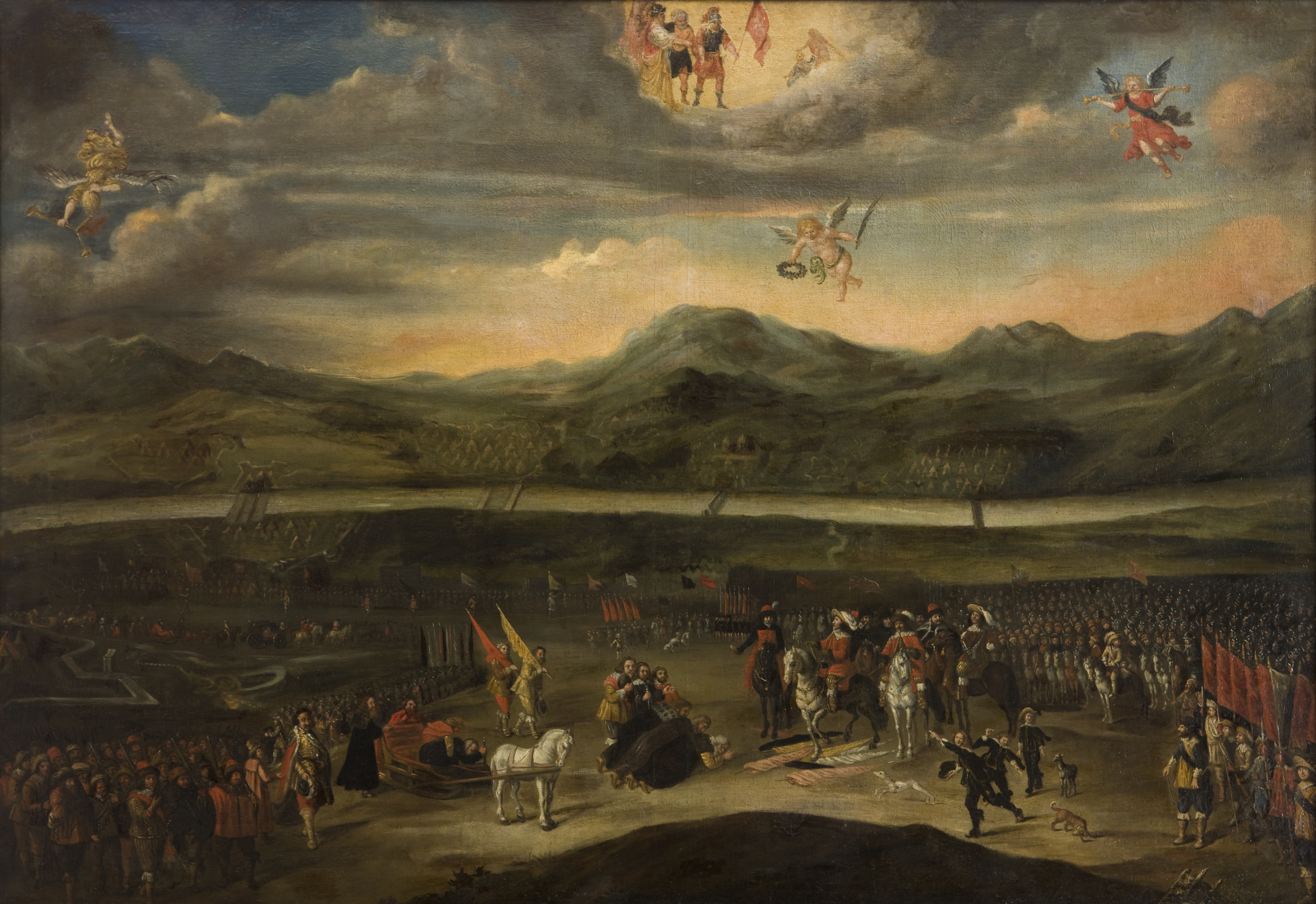
Капитуляция осадной армии Шеина перед королём Владиславом IV (Триумфальная картина ок. 1634, неизвестный польский художник)

Консолидировав войско, Шеин мог бы без помех отступить от Смоленска, поскольку продолжение осады в условиях превосходства сил противника было бесперспективным и грозило поражением. Однако царь потребовал оставаться под городом, пообещав прислать на помощь войско во главе с известными воеводами Дмитрием Черкасским и Дмитрием Пожарским. Шеин прочно укрепился с юго-восточной стороны Смоленска и отбивал атаки польско-литовских войск. Однако его положение резко ухудшилось после того, как 8-тысячный польский отряд под командованием Гонсевского неожиданным ударом взял Дорогобуж, где находились склады провианта, заблокировав таким образом дорогу из Москвы. Это отрезало армию Шеина от снабжения и сообщения, а также значительно отдалило перспективу подхода дополнительных войск. Когда в Москве осознали бедственность положения Шеина и начали слать гонцов с разрешением отступить, было уже поздно. Гонцы не могли прорваться сквозь плотное кольцо польских «разъездов». Выступление из Можайска воевод Черкасского и Пожарского по причине медлительности московского правительства затягивалось. В конце концов, Шеину, героически оборонявшему свой заблокированный лагерь, но терпящему огромный недостаток в продовольствии и фураже, ничего не осталось как подписать 16 февраля 1634 года перемирие с Владиславом на условиях почётной сдачи.

## Последствия

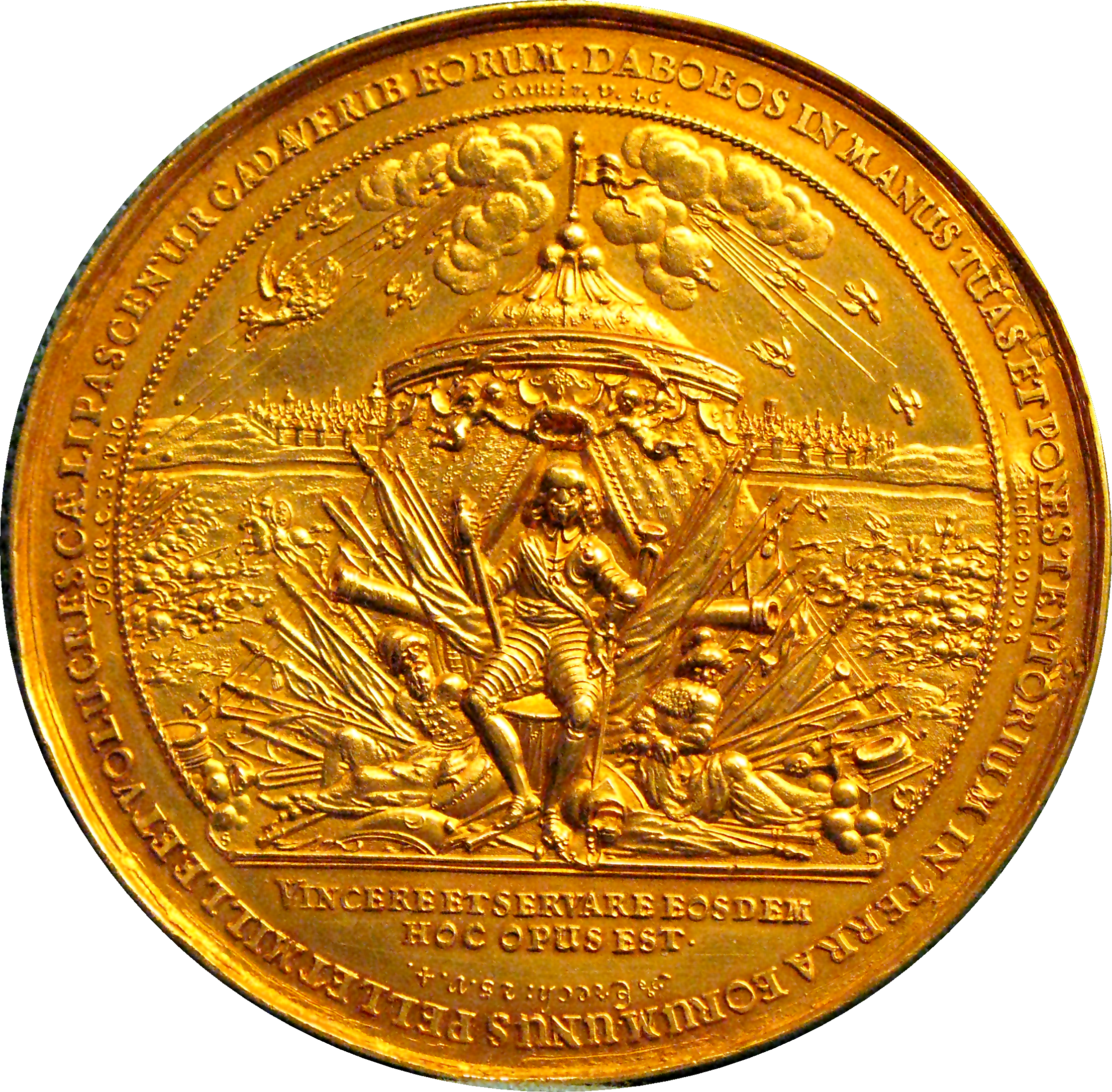
Медаль в честь победы Владислава IV под Смоленском 1634 года

Условия соглашения, учитывая тяжёлое положение войска Шеина, были сравнительно мягкими. Военные историографы сходятся в том, что Шеин добился максимума того, что можно было ожидать в сложившейся ситуации. Оставшимся при нём 8,5 тысячам ратников вместо польского плена было обеспечено право на свободный уход, также за ними сохранялись знамёна, 12 полевых орудий, «холодное оружие и мушкеты с зарядами». По информации Моисеева, всего с воеводой Шеиным из-под Смоленска ушло 8056 человек. Ещё 2004 человека больных и раненных остались в лагере на излечении и после выздоровления, согласно условиям перемирия, они должны были вернуться в Россию. Перемирие имело лишь локальный характер и, не связывая московскому правительству руки, позволяло другим русским армиям продолжать военные действия. В то же время Шеину пришлось оставить неприятелю осадную артиллерию и лагерное имущество, а его армии на четыре месяца запрещались военные действия против поляков. Чтобы добиться для своих людей свободного ухода, Шеин пошёл на требование Владислава, чтобы он и его полковники при проезде мимо польского лагеря преклонили перед победителями знамёна и поклонились королю.
Русское правительство, недовольное поражением своей армии под Смоленском. организовало судебный процесс против воевод: князя Михаила Борисовича Шеина, Артемия Васильевича Измайлова, князя Семёна Васильевича Прозоровского и князя  Михаила Васильевича Белосельского. В конце апреля 1634 года были приговорены и казнены М.Б. Шеин и А.В. Измайлов, а их семьи были отправлены в ссылку. Первый воевода Передового полка князь С.В. Прозоровский вместе с семьёю сослан в Нижний Новгород. Второй воевода Передового полка князь М.В. Белосельский, также был приговорён к ссылке в Сибирь, а его имущество подлежало конфискации, но он избежал наказания из-за того, что все ратные люди засвидетельствовали о его болезни во время осады города.

## Память
В 2015 году на Валутиной горе, на выезде из Смоленска по Старой Смоленской дороге, был установлен памятник героям Смоленской войны 1632—1634 годов работы скульптора В. Скалки.